# Johan Friderich Bergsøe
Johan Friderich (Frederik) Bergsøe (27. oktober 1841 i København – 22. december 1897 samme sted) var en dansk blomstermaler, bror til Sophus og Vilhelm Bergsøe.
Han var søn af kgl. administrator ved Den kongelige Porcelænsfabrik Carl Vilhelm Bergsøe og Sophie født Bech. Johan Friderich Bergsøe var handikappet, blev døvstum ved 4-årsalderen og manglede en fod efter en sygdom. Trods sit handikap udviklede han sine evner og blev anerkendt som kunstner, men måtte opgive kobberstikket og landskabsmaleriet. Blomstermaleriet blev hans genre, da frugter og blomster, som motiv, kunne bringes til ham.